# Ramsele kontrakt
Ramsele kontrakt var ett kontrakt inom Svenska kyrkan i Härnösands stift. Kontraktet upphörde 31 december 2000.
Kontraktskoden var 1003.

## Administrativ historik
Kontraktet bildades 1922 genom en ombildning/namnändring av Ångermanlands västra kontrakt. Kontraktet omfattade
- Ådals-Lidens församling som vid upplösningen 2001 övergick i Sollefteå kontrakt
- Junsele församling som vid upplösningen 2001 övergick i Sollefteå kontrakt
- Ramsele församling som vid upplösningen 2001 övergick i Sollefteå kontrakt
- Edsele församling som vid upplösningen 2001 övergick i Sollefteå kontrakt
- Bodums församling som vid upplösningen 2001 övergick i Strömsunds kontrakt
- Fjällsjö församling som vid upplösningen 2001 övergick i Strömsunds kontrakt
- Tåsjö församling som vid upplösningen 2001 övergick i Strömsunds kontrakt